# Autoliv
Autoliv Inc. è un'azienda svedese produttrice di sistemi di sicurezza attiva e passiva per il settore automobilistico. La corporazione ha circa 67 000 dipendenti, di cui circa 5 300 impiegati in ricerca e sviluppo, con uffici in 27 paesi, 12 centri tecnici e 19 piste di prova. Autoliv detiene circa il 38 % del mercato nel settore della sicurezza automobilistica, e figura nella lista Fortune 500 (#283 nel 2017).
La corporazione Autoliv Inc. ha sede legale nel Delaware e detiene Autoliv Holding AB, che a sua volta detiene Autoliv AB, con sede a Stoccolma. La società è quotata nella borsa di New York e nella borsa di Stoccolma (Nasdaq Stockholm).

## Storia
L'azienda venne fondata a Vårgårda nel 1953, con il nome di Autoservice AB, dai fratelli Stig e Lennart Lindblad. Nel 1956 iniziò a produrre cinture di sicurezza a due punti, e nel 1958 venne rinominata in Autoliv AB. La società venne acquisita nel 1974 da Gränges Weda AB, azienda ideatrice delle cinture di sicurezza retrattili, la quale venne a sua volta acquisita nel 1989 da Electrolux e divenne Electrolux Autoliv AB. Negli anni 1980 e 1990 l'azienda crebbe tramite acquisizioni. Tra il 1994 e 1997 venne listata nella borsa di Stoccolma come Autoliv AB. Nel 1997, a seguito di una fusione con la società americana Morton ASP Inc, divenne Autoliv Inc. Nel giugno 2018 la divisione elettronica di Autoliv è stata scorporata in una spin-off con il nome di Veoneer.